# 밀키스
밀키스(영어: Milkis)는 1989년 4월부터 시중에 판매된 롯데칠성음료의 청량 음료다. 기본적인 탄산음료의 재료인 옥수수, 당밀, 설탕, 탄산수 등에 우유를 첨가했다. 캔 포장에는 "새로운 느낌"이라는 문구가 적혀있다. 시중에서 250ml(캔), 500ml(페트), 1.5L(페트) 등으로 판매 중이다.

## 원재료명
물, 액상과당, 설탕, 탈지분유, 탄산가스, 구연산(바나나 맛의 경우 바나나 농축액, 바나나향 포함)

## 연혁
- 1990년대 중반까지는 매우 인기 있는 상품이었지만 지금[언제?]은 생산량이 어느정도 줄어들었다. 하지만 아직까지도 시중에서 팔고 있는 상품이다.(2019년 6월~)[1][2]

- 2000년부터 한국에서 러시아로 수출을 시작했다. 2007년 1200만 달러 이상 수출하였으며, 250밀리리터 캔으로 계산할 경우 7천만 캔 이상이 판매되었다. 독특한 맛과 디자인 덕분에 러시아에서 인기를 누릴 수 있었다고 분석하고 있다.[3] 러시아에서는 우유, 오렌지, 딸기, 복숭아, 멜론, 망고, 파인애플, 배 등을 판매하고 있다.[4][5]
- 이전까지는 국내에는 우유맛만 판매되고 있었으나 2010년 7월 밀키스의 디자인을 리뉴얼하면서 국내에도 바나나 맛과 오렌지 맛을 내놓았다.[6]
- 2016년 10월 탄산을 넣지 않은 무탄산 워터타입인 밀키스 무스카토를 내놓았다.[7]
- 아이스크림으로도 만들어져 2018년 4월엔 막대바 형식,  7월엔 튜브 형식의 밀키스 아이스크림이 출시됐다.[8]

## 같이 보기
- 롯데칠성음료
- 암바사
- 크리미
- 탄산음료